# Symphyllocarpus
Symphyllocarpus é um género botânico pertencente à família Asteraceae.